# 凯尔·李
凯尔·李（英語：Kyle Lee，2002年2月23日—），澳大利亚男子游泳运动员，2022年公开水域游泳世界杯巴黎站混合团体银牌得主、2023年世界游泳锦标赛混合团体公开水域游泳铜牌得主。